# Hortus Belvedereanus
Der Hortus Belvedereanus ist ein 1820 bis 1826 in mehreren Auflagen erschienener Katalog von Pflanzen, die in den Sammlungen der Orangerie von Belvedere (Weimar) vorhanden waren. Der Verfasser ist August Wilhelm Dennstedt. Der Katalog erschien im Landes-Industrie-Comptoir von Friedrich Justin Bertuch in Weimar.
Dieser war sowohl für den Auftraggeber Carl August als auch für Goethe gleichermaßen von Interesse. Er diente neben botanischen auch merkantilen Zwecken, so etwa dem Kauf und Verkauf seltener Pflanzen, auch Samen aus Übersee bzw. aus Russland. Die Sammlung wurde durch mehrere in den Jahren 1812 bis 1817 angelegte Verzeichnisse ausgebaut, denen 1820 der Hortus Belvedereanus folgte. Belvedere erhob den Anspruch, eine der reichhaltigsten Pflanzensammlungen auf dem europäischen Festland zu besitzen. Der Katalog wäre in seinem Umfang nicht erschienen, wenn nicht der Hofgärtner Johann Christian Sckell unterstützend mitgewirkt hätte.
Die Bestandsaufnahme Dennstedts war dennoch unvollständig, da er nur jene Pflanzen aufgenommen hatte, die er in den drei Jahren, die er an dem Katalog arbeitete, untersuchen und bestimmen konnte, wie er im Vorwort schrieb. Der Katalog enthielt trotzdem ca. 7900 Arten und Varietäten. So sind in den Listen neben zahlreichen Orangenbäumen, Myrtenbäumen, Feigenbäumen oder Zypressen auch Nussarten, Magnolien, Tulpenbäume bzw. einige Hartriegelarten verzeichnet.